# Tremitusa
Tremitusa (gr. Τρεμιθούσα) – wieś w Republice Cypryjskiej, w dystrykcie Pafos. W 2011 roku liczyła 1041 mieszkańców.
W miejscowości znajduje się XIII-wieczny, zabytkowy kościół św. Grzegorza.